# Lipie (powiat tomaszowski)
Lipie – wieś w Polsce położona w województwie łódzkim, w powiecie tomaszowskim, w gminie Czerniewice.
W latach 1975–1998 miejscowość należała administracyjnie do województwa piotrkowskiego.
Lipie jest wsią rolniczą zamieszkaną przez ok. 200 osób.
Lipie leży w północno-wschodniej części województwa łódzkiego, ok. 1 km na południowy wschód od międzynarodowej drogi szybkiego ruchu E67 Warszawa – Katowice (tzw. Gierkówki), w odległości ok. 90 km na południowy zachód od Warszawy. Odległość od stolicy województwa – Łodzi wynosi ok. 67 km. Tomaszów Mazowiecki (siedziba powiatu) leży ok. 24 km na południowy zachód od wsi.
Pod względem organizacji kościelnej Lipie należy do parafii pw. św. Jakuba Apostoła w odległej o ok. 1,5 km. Krzemienicy, gdzie znajduje się zabytkowy kościół z końca XVI w.
W Lipiu w 1589 r. urodzili się: Jan Lipski (1589–1641), późniejszy biskup chełmiński (1635–1639) oraz arcybiskup gnieźnieński i prymas Polski (1638–1641).

## Zabytki
Według rejestru zabytków Narodowego Instytutu Dziedzictwa na listę zabytków wpisany jest obiekt:
- park dworski, nr rej.: 193/P-XI-7 z 26.10.1948